# SIATA
La SIATA (acronimo di Società Italiana Applicazioni Tecniche Auto-Aviatorie) è stata una piccola casa automobilistica italiana, attiva dal 1926 al 1970.

## Storia
Fondata da Giorgio Ambrosini a Torino nel 1926, la SIATA si dedica fin dagli inizi alla produzione di parti per elaborare automobili, in particolare Fiat: degne di nota le elaborazioni su meccaniche Fiat 522, 524, 514 e 508 Balilla. Oltre alle testate con valvole in testa, l'azienda sviluppa in proprio pompe olio e acqua, collettori, rapporti al cambio e al ponte e varie tipologie di ammortizzatori sia anteriori che posteriori acquisendo alcuni brevetti.
Durante la seconda guerra mondiale la SIATA, dimostrando notevole predizione, decise di iniziare la progettazione di un piccolo motore ausiliario per biciclette. Si chiese la consulenza di Giuseppe Remondini, che per la francese Jonghi aveva già progettato un motore del genere, dimostratosi tra i migliori. Da quel progetto, se pur con soluzioni tecniche molto diverse, nacque il Cucciolo che venne messo in vendita il 26 luglio 1945. Il successo di questo piccolo motore fu così grande che costrinse la SIATA a rivolgersi, per aumentare la produzione, ad una fabbrica bolognese attiva nel settore elettromeccanico che, proprio con il "Cucciolo", iniziò la sua fortunata attività motociclistica: la Ducati.
Con il dopoguerra la SIATA (la cui denominazione ufficiale era diventata Società Italiana Auto Trasformazioni Accessori) si dedicò anche alla costruzione di automobili, con meccanica Fiat o derivata: la prima, del 1949, è la Amica, piccola cabriolet a due posti su meccanica Fiat 500 "Topolino". Dell'anno seguente è la Daina, sempre cabriolet, ma derivata dalla Fiat 1400.
Del 1952 è la 208 Sport, derivata dalla Fiat 8V (vettura al cui sviluppo la SIATA aveva collaborato), costruita in 56 esemplari sia in versione coupé che spyder. La carrozzeria della spyder fu disegnata da Giovanni Michelotti e fu realizzata dalla Carrozzeria Motto. A richiesta si poteva avere con un V8 Chrysler anziché l'otto cilindri torinese. Nello stesso anno fu presentata anche la 300 BC, evoluzione sportiva dell'Amica, esportata anche negli Stati Uniti (dove si affermerà molte volte nelle competizioni locali, dopo essersi già fatta notare alla Mille Miglia) e disponibile con motori da 750cc, derivato Fiat 500 per l'Europa e 750cc Crosley per l'America.

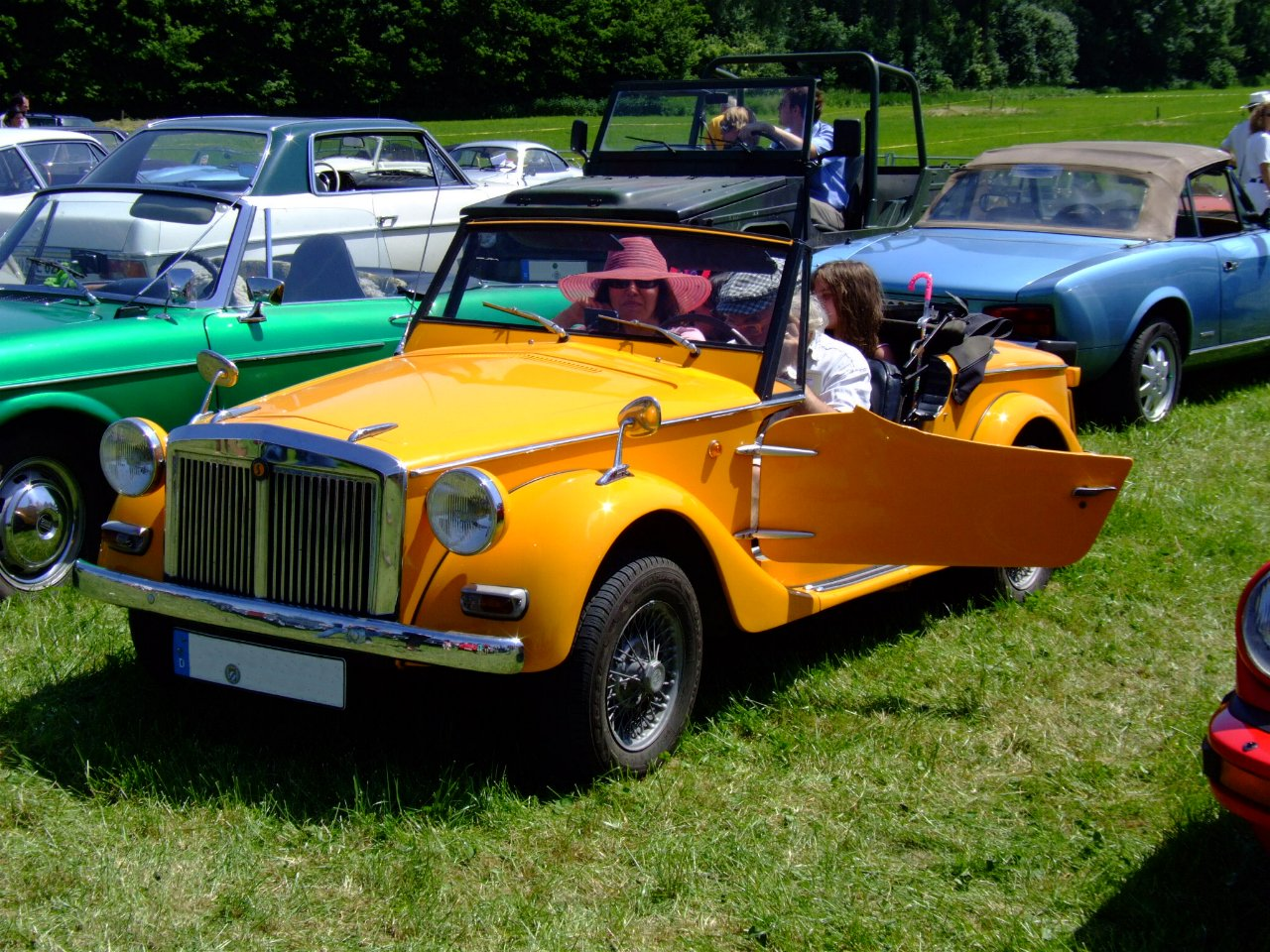
Una Fiat 850 SIATA Spring.

Nel 1954 viene presentata la Mitzi, una utilitaria con un motore posteriore bicilindrico a valvole laterali di 434 cm³ che rimase allo stadio di prototipo. Nella seconda metà degli anni cinquanta la SIATA si concentra su modelli derivati dalle Fiat 600 e 1100. Nel 1959, con la rinnovata ragione sociale SIATA Auto, il 49% del capitale dell'azienda viene acquisito dall'Abarth: la Casa di Corso Marche ha in programma per la SIATA la costruzione di vetture stradali ad alte prestazioni e auto da corsa con meccanica Fiat. Primo frutto dell'accordo SIATA-Abarth è la 750 (disponibile nelle versioni coupé e spyder) presentata al Salone di Torino '59; nella stessa occasione sono presentate anche una Fiat 600 Multipla allungata e una 600 berlina con carrozzeria bicolore. L'accordo tra le due aziende torinesi non durò a lungo, sciogliendosi nel 1960
Negli anni sessanta la SIATA si fa notare con le TS, coupé disegnate da Michelotti e derivate dalla Fiat 1300-1500, ma realizzate anche con motore 1600. Nel 1967 è il turno della Spring, spider dalle linee retrò (come di moda all'epoca: si pensi alla Alfa Romeo Gran Sport Quattroruote o alla Vignale Gamine) con meccanica Fiat 850. La Spring sarà anche l'ultima SIATA: la Casa torinese chiuderà i battenti nel 1970, mentre la Spring continuerà la sua carriera sino al 1975 costruita dalla ORSA - Officina realizzazioni Sarde Automobili dei fratelli Focanti (ai quali poi subentrerà la Iso-Rivolta per un breve periodo), e commercializzata come ORSA 850 Spring Special.

## Modelli
- Fiat Siata 509
- SIATA Amica Bertone Cabriolet (1939-1940)
- SIATA 300BC Barchetta Sport Spider (1951–1954)
- SIATA Amica (1948–1952)
- SIATA Daina (1950–1958)
- SIATA 208 Sport (1953–1954)
- SIATA SEAT 600 Formichetta (1961-1966)[2]
- SIATA 850 Spring (1967–1975)
- SIATA 1300/1500 TS